# 남부 아프리카 고등판무관
남부 아프리카 고등판무관(영어: High Commissioner for Southern Africa)은 영국이 남부 아프리카 지역의 식민지들을 다스릴때 파견안 고등판무관으로서, 후일에는 현 레소토인 바수톨란드, 현 보츠와나인 베추아날란드 보호령, 스와질란드 등에 파견하였다. 이 직위는 1847년부터 1901년까지 케이프 식민지의 총독을 겸했으며, 1901년부터 1910년까지는 트란스발 식민지와 오렌지 강 식민지의 총독 역시 겸하고 있었다. 1910년 남아프리카 연방이 창설된 이후에는 1931년까지 남아프리카 연방 총독을 겸했다.
이 직위는 1964년 8월 1일 영국이 바수톨란드, 베추아날란드, 스와질란드에 각각 다른 고등판무관들을 파견하면서 폐지되었다.

## 관할 지역
남부 아프리카 고등판무관은 다음의 세 지역을 담당했는데, 고등판무관은 여기에 대리인을 내려보내어 지배했다.
- 베추아날란드, 1966년 9월 30일 보츠와나로 독립
- 에스와티니, 1968년 9월 6일 독립
- 바수톨란드, 1966년 10월 4일 레소토로 독립

## 같이 보기
- 홍콩의 총독